# Peter Rezman
Peter Rezman, slovenski pisatelj, pesnik, dramatik * 21. oktober 1956, Celje, Slovenija.
Peter Rezman je pesnik, pisatelj in dramatik. Je član Društva slovenskih pisateljev in uredniškega odbora revije Mentor.

## Delo
Rezman se je v slovenskem literarnem prostoru uveljavil predvsem kot prozaist, ki v svojih delih najpogosteje obravnava tematike, povezane z rudarstvom in rudarskim življenjem.
Za zbirko kratkih zgodb Skok iz kože je leta 2009 prejel nagrado fabula, ki jo podeljuje časopis Dnevnik za najboljšo zbirke kratke proze v obdobju dveh let. Rezmanova zbirka kratke proze Nujni deleži ozimnice pa je bila uvrščena med deset najboljših zbirk kratke proze za nagrado fabula 2011.
Njegov drugi roman Zahod jame se je uvrstil med peterico finalistov za nagrado kresnik 2013, ki jo podeljuje časopisna hiša Delo za najboljši roman preteklega leta.
Roman Tekoči trak je bil nominiran za nagrado kritiško sito, torej med pet najboljših slovenskih knjig v letu 2016 po izboru Društva slovenskih literarnih kritikov in bil je nominiran za kresnik v letu 2016.

### Pesniške zbirke
- Pesmi iz premoga. Velenje: samozaložba/RLV, 1985.
- Delavske pesmi. Gaberke: xeroks/od rok do rok, 1987.
- Črno in črno, rdeče in rdeče, zeleno in zeleno. Velenje: ZKO Velenje, 1991.
- Družmirje. Velenje: Pozoj, 1998.
- Žvalinjak. (otroške): Maribor/Plešivec, Litera / ZUK Rezman, 2014.
- Družmirje.0 (slikanica za odrasle). Ilustracije Jasmina Grudnik, Plešivec, ZUK Rezman, 2017 ("Ponatis desetih pesmi iz zbirke Družmirje.)
- Stare pesmi pišem: založba Beletrina, 2024.

### Zbirke kratke proze
- Kiril Lajš ni lastnik krčme Peter Rezman. Velenje: OKS, 1985.
- Skok iz kože. Maribor: Litera, 2008.
- Nujni deleži ozimnice. Novo mesto: Goga, 2010.
- Skok od koža, prevod v makedonščino Darko Jan Spasov: Skopje, Polatski, 2018.
- Maribor paralaksa (soavtorstvo z Jernejo Ferlež), Ljubljana, Beletrina 2019.
- Velunja. Brez godbe zgodbe. Litera, 2022.

### Romani
- Pristanek na kukavičje jajce. Maribor: Litera 2010.
- Zahod jame. Novo mesto: Goga, 2012.
- Tekoči trak. Maribor: Litera 2015
- Barbara in Krištof. Novo mesto: Goga 2016.
- Mesto na vodi, roman, Litera 2019

### Dramatika
- Hiša. Ljubljana, revija Mentor, 2005.
- Beseda te gleda. Maribor: Litera, 2009.
- Ljubljana - Gospa Sveta. Ljubljana: Integrali, 2010.